# میلیونر (فیلم ۱۹۱۷)
میلیونر (انگلیسی: The Millionaire) یک فیلم کمدی صامت کوتاه به کارگردانی آروید ئی. گیلستورم است که در سال ۱۹۱۷ منتشر شد. از بازیگران این فیلم می‌توان به اولیور هاردی، بیلی وست، اتل برتون، فلورنس مک‌لاکلین، باد راس، اتلین گیبسون و لئو وایت اشاره کرد.